# Víctor Manuelle
Pour l’article ayant un titre homophone, voir Victor Manuel.
Víctor Manuelle est un chanteur de salsa romantica et musicien américano-portoricain, né le 27 septembre 1968 à New York (États-Unis),
Gilberto Santa Rosa a découvert ce jeune talent lors d'une étape de sa tournée.

## Biographie
Victor Manuelle a ensuite chanté avec beaucoup d'autres artistes de salsa tels que Domingo Quiñonez, Rey Ruiz, Puerto Rican Power, Eddie Santiago, The Puerto Rican All Stars, Cheo Feliciano et Tito Allen. Avec l'aide de Gilberto Santa Rosa, il a signé un contrat d'enregistrements chez Sony Tropical.
Le premier album de Victor Manuelle, Justo un Tiempo est apparu en 1993. 
Il a vendu plus de 1 000 000 exemplaires de ses albums.
Il est qualifié de « sonero de la juventud » (sonero des jeunes). 
Ses albums Pesar de Todo et Ironías ont été disque d'or
Manuelle a également gagné plusieurs récompenses, y compris la meilleure chanson (en Équateur), la récompense Tu Musica, et l'ASCAP et une récompense du sénat du Porto Rico.
Victor Manuelle a montré son talent en tant qu'acteur dans le drame En el ojo del huracán à la télévision portoricaine, et en 2007 dans le film El Cantante (sur la vie d'Hector Lavoe avec le couple Jennifer Lopez-Marc Anthony, dans le rôle de Ruben Blades).

## Discographie
- Justo A Tiempo, 1993—Estás Tocando Fuego; Me Dará El Consentimiento
- Solo Contigo, 1994—Apiádate De Mi
- Victor Manuelle, 1996—Pensamiento Y Palabra; Hay Que Poner El Alma
- A Pesar De Todo, 1997—He Tratado; Así Es La Mujer; Dile A Ella; El Aguila
- Ironias, 1998—Se Me Rompe El Alma; Que Habría Sido De Mi; La Dueña De Mis Amores
- Inconfundible, 1999—Pero Dile; Como Duele; Si La Ves; Por Ella
- Instinto Y Deseo, 2001—Me Da Lo Mismo; Como Se Lo Explico Al Corazón
- Le Preguntaba A La Luna, 2002—En Nombre De Los Dos; Poco Hombre; El Tonto Que No Te Olvidó
- Travesía, 2004—Tengo Ganas; Lloré, Lloré; No Me Hace Falta
- Decisión Unánime, 2006—Nuestro Amor Se Ha Vuelto Ayer  (sur cet album figurent le pianiste Eddie Palmieri sur les titres Dos Generaciones et Puerto Rico 2006) et les chanteurs de reggaeton Héctor "El Father", Yomo & Mickey sur le titre Vamos de Nuevo), Don Omar sur Nunca habia llorado asi
- Una Navidad a Mi Estilo (2007)
- Soy (2008)
- Yo Mismo (2009)
- Busco Un Pueblo (2011)
- Me Llamaré Tuyo (2013)
- Me Llamaré Tuyo Reloaded (2014)
- Que Suenen Los Tambores (2015)

Participations : 
- Por Ese Hombre de Brenda K. Starr avec Tito Nieves,
- Solo Fue Una Noche de NG2 avec Gilberto Santa Rosa
- Ay Amor de Héctor y Tito (reggaeton).
- Che Che Colé, duo avec Tego Calderon sur l'album collectif Los Cocorocos (2006).
- La Mujer Que Màs Te Duele sur l'album En Primera Plana d'Issac Delgado (2007)